# Ивица Кирин
Ивица Кирин (хрв. Ivica Kirin, Вировитица, 14. јун 1970) је хрватски политичар, актуелни градоначелник Вировитице, бивши министар унутрашњих послова у Влади Републике Хрватске.
Дипломирао на Геотехничком факултету у Вараждину 1994. године. Члан ХДЗ-а постао је 1997. године. Био је председник Младежи ХДЗ-а Вировитице. На место градоначелника Вировитице дошао је након превремених избора одржаних у марту 2003. године, поставши најмлађи градоначелник у Хрватској. Дужност градоначелника Вировитице обављао је у два мандата (иако ни један није био пуни четворогодишњи мандат). На место министра унутрашњих послова дошао је 12. јула 2005. године, након што је његов претходник - Марјан Млинарић - затражио разрешење због здравствених разлога. Тако је постао најмлађи министар у Влади премијера Санадера.
29. децембра 2007. године због афере Вепар поднео је неопозиву оставку на министарско место због чињенице да је био у лову заједно са генералом Младеном Маркачем, тада оптужеником за ратне злочине који се налазио у кућном притвору, који је тиме прекршио правила Хашког суда о кућном притвору и забрани удаљавања из места пребивалишта. Дана 2. јануара 2008. председник Владе прихватио је његову оставку.
14. маја 2008. поново је постао градоначелник Вировитице, а поново изабран на изборима 2009. године.

## Приватни живот
Ожењен је, има двоје деце.